# Daniel Hemetsberger
Daniel Hemetsberger (* 23. Mai 1991 in Vöcklabruck, Oberösterreich) ist ein österreichischer Skirennläufer. Er ist auf die schnellen Disziplinen Abfahrt und Super-G spezialisiert.

## Biografie
Hemetsberger stammt aus Nußdorf am Attersee und startet für den SV Unterach. Im Alter von 15 Jahren bestritt er in Jerzens seine ersten FIS-Rennen. Im Dezember 2008 startete er im Super-G auf der Reiteralm erstmals in einem Europacup-Rennen. Seinen vorläufig größten Erfolg konnte er im Rahmen der österreichischen Meisterschaften 2014 in Innerkrems feiern, als er im Super-G seinen ersten Titel gewann. Nach vereinzelten Top-10-Resultaten erreichte er mit Rang drei im Super-G von Wengen im Jänner 2017 seinen ersten Europacup-Podestplatz. Im Februar gelang ihm mit demselben Ergebnis in der Abfahrt von Sarntal ein weiteres Spitzenresultat. In der folgenden Saison 2017/18 konnte er sich noch einmal steigern und belegte zunächst bei zwei Nor-Am-Cup-Rennen in Lake Louise jeweils Rang drei. Im Jänner gewann er die Europacup-Heimabfahrt in Saalbach-Hinterglemm.
Am 20. Jänner 2018 gab er in der Hahnenkammabfahrt in Kitzbühel sein Weltcup-Debüt. Am Ende der Saison gewann er bei den österreichischen Meisterschaften die Bronzemedaille im Super-G und wurde erstmals in den Kader des ÖSV aufgenommen. Im Dezember 2018 qualifizierte er sich mit überzeugenden Trainingsleistungen für die Weltcup-Abfahrt in Bormio, die er knapp außerhalb der Punkteränge auf Platz 32 beendete. Am nächsten Tag kam er im Super-G schwer zu Sturz und zog sich einen Kreuzband-, Innenband- und Meniskusriss im linken Knie zu. Damit erlitt er bereits zum vierten Mal in seiner Karriere einen Kreuzbandriss.
Im März 2020 gewann er als 15. in der Abfahrt von Kvitfjell seine ersten Weltcup-Punkte. In der kommenden Saison gelang ihm mit Rang zehn bei der Hahnenkammabfahrt in Kitzbühel sein erstes Top-10-Resultat im Weltcup. Mit Platz 9 in Garmisch erreichte er kurz darauf ein weiteres Top-10-Resultat in der Abfahrt. In der Saison 2021/22 konnte er sich weiter steigern und konnte mit Platz 8 in der Abfahrt in Beaver Creek und Platz 4 in Bormio seine bisherigen Topplatzierungen überbieten. Am 23. Jänner 2022 fuhr er bei Hahnenkammabfahrt in Kitzbühel als Dritter erstmals auf ein Weltcuppodest. Zwei weitere Podestplätze folgten in der Saison 2022/23, darunter erstmals in einem Super-G am 29. Jänner 2023 in Cortina d’Ampezzo.

## Erfolge

### Olympische Spiele
- Peking 2022: 21. Abfahrt

### Weltmeisterschaft
- Courchevel/Méribel 2023: 14. Super-G, 14. Abfahrt
- Saalbach-Hinterglemm 2025: 5. Team-Kombination, 7. Abfahrt

### Weltcup
- 16 Platzierungen unter den besten zehn, davon 4 Podestplätze

### Weltcupwertungen
| Saison  | Gesamt | Gesamt | Abfahrt | Abfahrt | Super-G | Super-G |
| Saison  | Platz  | Punkte | Platz   | Punkte  | Platz   | Punkte  |
| ------- | ------ | ------ | ------- | ------- | ------- | ------- |
| 2019/20 | 133.   | 16     | 46.     | 16      | –       | –       |
| 2020/21 | 64.    | 127    | 22.     | 86      | 32.     | 41      |
| 2021/22 | 18.    | 346    | 8.      | 346     | –       | –       |
| 2022/23 | 16.    | 414    | 9.      | 239     | 8.      | 175     |
| 2023/24 | 59.    | 120    | 43.     | 26      | 21.     | 94      |
| 2024/25 | 43.    | 209    | 17.     | 122     | 23.     | 87      |

### Europacup
- Saison 2013/14: 9. Abfahrtswertung
- Saison 2016/17: 9. Abfahrtswertung
- Saison 2017/18: 5. Abfahrtswertung, 8. Super-G-Wertung
- Saison 2019/20: 3. Abfahrtswertung
- Saison 2020/21: 10. Super-G-Wertung
- 7 Podestplätze, davon 1 Sieg:

| Datum           | Ort      | Land       | Disziplin |
| --------------- | -------- | ---------- | --------- |
| 10. Jänner 2018 | Saalbach | Österreich | Abfahrt   |

### Weitere Erfolge
- Österreichischer Meister im Super-G 2014
- 2 Podestplätze im Nor-Am Cup
- 3 Siege in FIS-Rennen